# 솔밭공원
솔밭공원(솔밭公園)은 서울특별시 강북구 우이동에 있는 공원이다. 자생하는 소나무 숲을 강북구청에서 사들여서 조성했다. 서울특별시에서 평지에 있는 소나무 군락지로는 유일한 곳으로 2004년 1월 28일 개원했다.

## 역사
- 2004년 1월 28일 : 공원 개원

## 시설
- 소나무숲

## 교통
- 우이신설선 솔밭공원역